# Świadkowie Jehowy w Danii
Świadkowie Jehowy w Danii – społeczność wyznaniowa w Danii, należąca do ogólnoświatowej wspólnoty Świadków Jehowy, licząca w 2023 roku 14 639 głosicieli, należących do 172 zborów. W 2023 roku na dorocznej uroczystości Wieczerzy Pańskiej zgromadziło się 20 460 osób. Skandynawskie Biuro Oddziału, koordynujące działalność Świadków Jehowy w Danii, Szwecji, Norwegii, na Grenlandii, Wyspach Owczych i w Islandii, znajduje się w Danii w Holbæk.

## Historia

### Początki

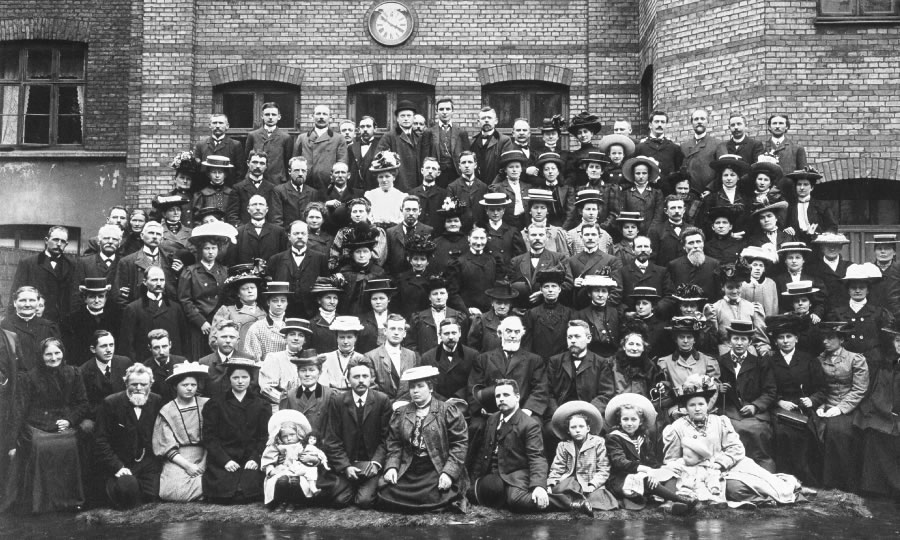
Charles Taze Russell z grupą duńskich Badaczy Pisma Świętego, Kopenhaga 1909

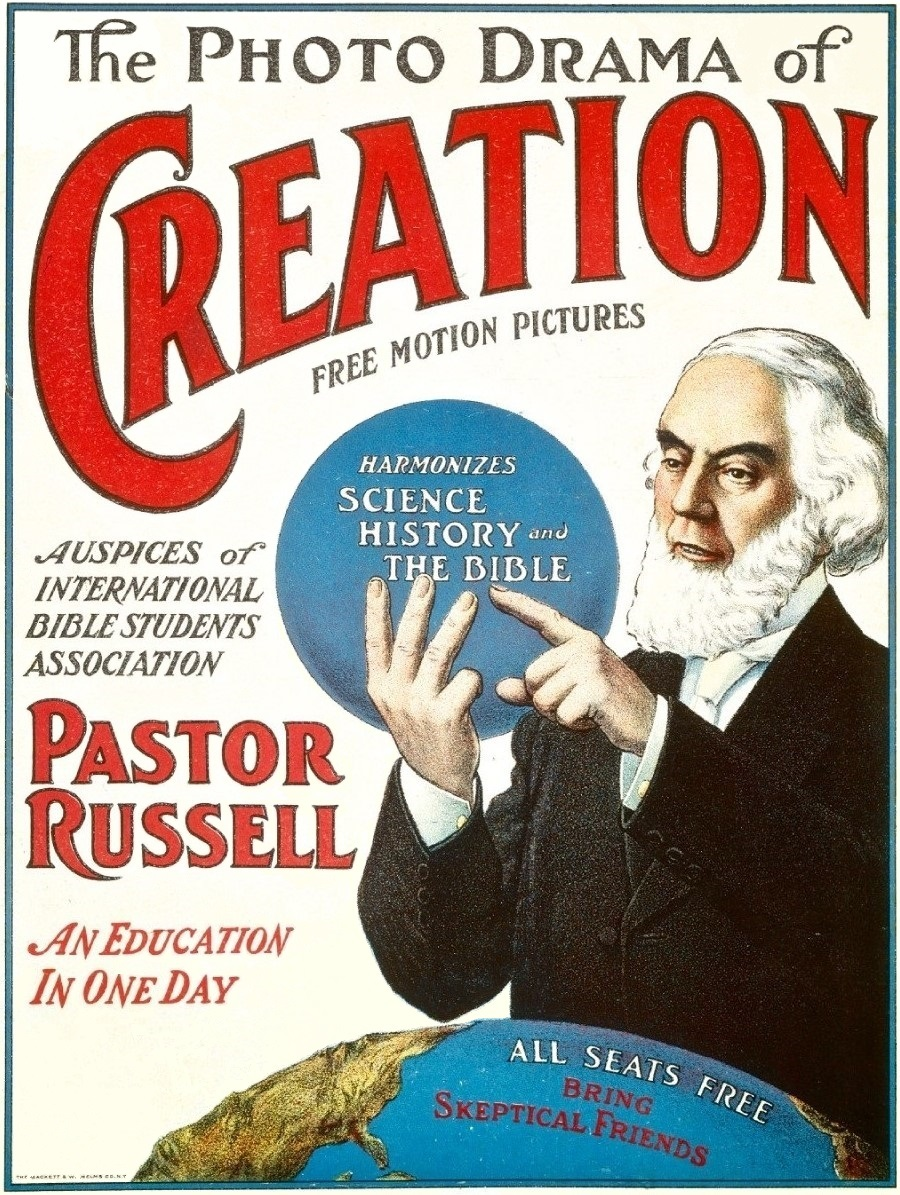
W 1915 roku rozpoczęto wyświetlanie Fotodramy stworzenia w duńskich miastach

W 1891 roku z wizytą w Danii przebywał Charles Taze Russell. Kiedy w roku 1894 zaczęła się ukazywać literatura tego wyznania w języku duńsko-norweskim, do Danii skierowano z pewnym jej zasobem 25-letniego Sophusa Wintera, Amerykanina duńskiego pochodzenia. Do wiosny następnego roku rozprowadził on 500 tomów Brzasku Tysiąclecia. Po przeczytaniu tych publikacji kilka osób przyłączyło się do niego w dziele głoszenia. W 1899 na Pamiątce zebrało się w Kopenhadze 15 osób, a w Odder – 12. Zaczęto organizować zebrania religijne w domach prywatnych.
W 1900 roku zaczęto wydawać „Strażnicę Syjońską” w języku duńskim (do roku 1903 czasopismo nosiło tytuł „Zions Vagt-Taarn og Forkynder af Kristi Nærværelse”, następnie zmieniony na „Vagt-Taarnet – Forkynder af Kristri Nærværelse”). Rok później do kraju przybył z Afryki Południowej kaznodzieja Carl Lüttichau, który pomagał krzewić religię. W kwietniu 1903 w stolicy przebywał Charles Taze Russell, który przemawiał do około 2000 osób. 24 maja 1909 roku miała miejsce kolejna wizyta C.T. Russella w stolicy, a na jego wykład przybyło ponad 4000 osób.
W 1910 roku powstała mała grupa studiująca Biblię w Aalborgu. Dwa lata później w Kopenhadze na przemówienie C.T. Russella wynajęto „Odd Fellows Hall”, a z powodu dużego zainteresowania również dodatkowe pomieszczenie, by pomieścić słuchaczy. W 1914 roku na terenie całego kraju było 12 grup studium Biblii. W latach 1914–1915 do rozwoju działalności przyczyniło się wyświetlanie w całym kraju „Fotodramy stworzenia”. W 1918 roku do Danii przybyli kolejni współwyznawcy ze Stanów Zjednoczonych.

### Okres międzywojenny – legalizacja
W 1920 roku przedstawiciel Towarzystwa Strażnica Alexander Macmillan przemawiał do 5000 osób. Dwa lata później również prezes Towarzystwa Strażnica, Joseph Franklin Rutherford wygłosił w Danii przemówienie. W Danii pierwsze „dni służby” zaplanowano w roku 1925 z okazji zgromadzenia w Nørrevold, na które przybyło około 500 osób. Do działalności kaznodziejskiej wyruszyło wtedy 275 głosicieli. Po tym kongresie aż do końca II wojny światowej organizowano w Danii wiele jednodniowych zgromadzeń służbowych, na które zapraszano głosicieli z okolicznych miejscowości. Wspólnie brali udział w działalności kaznodziejskiej, a potem zbierali się, aby wysłuchać przemówień.
W 1925 roku otwarto w Kopenhadze Biuro Północnoeuropejskie, które koordynowało działalność ewangelizacyjną w krajach skandynawskich (Dania, Finlandia, Norwegia i Szwecja) i nadbałtyckich (Litwa, Łotwa i Estonia). Do koordynowania dzieła głoszenia został wyznaczony William Dey (przydomek Duży Szkot), zamożny inspektor podatkowy, który zrezygnował ze swego stanowiska i pensji, i został administratorem Biura Oddziału. Od roku 1930 Deya wspierał skierowany do pomocy sługa oddziału w Estonii Albert West, który później zastąpił go w roli sługi oddziału. We wrześniu 1927 roku w Kopenhadze zorganizowano wykład Josepha F. Rutherforda „Wolność dla ludzi”, który wysłuchało 650 delegatów z Estonii, Łotwy i krajów skandynawskich. W 1928 roku odbył się w stolicy Zjazd Krajowy, a w kraju działalność prowadziło około 300 głosicieli. Od stycznia 1930 roku zaczęto wydawać w języku duńskim czasopismo „Złoty Wiek” pod nazwą „Nowy Świat” („Ny Verden”) – późniejsze „Przebudźcie się!”. W kwietniu 1932 roku prawnie zarejestrowano stowarzyszenie „Vagttårnets Bibel- og Traktatselskab”, reprezentujące Świadków Jehowy, a orzeczenie Sądu Najwyższego z 3 października 1933 roku zapewniło Świadkom Jehowy swobodę działalności ewangelizacyjnej.

### Lata okupacji 1940–1945
9 kwietnia 1940 roku wojska hitlerowskich Niemiec zajęły kraj. Duńscy Świadkowie Jehowy, wiedząc, jaki los spotkał ich współwyznawców wszędzie tam, gdzie hitlerowcy obejmowali władzę, przygotowywali się na ograniczenia i prześladowania. Tego samego miesiąca szykowali zakrojoną na szeroką skalę akcję rozpowszechniania broszury Uchodźcy (Refugees). W związku z zaistniałą sytuacją, zachowując daleko posuniętą ostrożność, rozpowszechnili ją na terenie całego kraju, wkładając do skrzynek listowych w niedzielne ranki. 28 kwietnia podsumowano akcję: rozpowszechniono około 350 tysięcy egzemplarzy.
Sytuacja w Danii w latach 1940–1945 była inna, niż w pozostałych krajach okupowanych: Dania miała być „wzorcowym protektoratem” i dlatego jej mieszkańcy mieli dużo swobody osobistej. Dotyczyło to także Świadków Jehowy; przez wszystkie te lata urządzali oni zgromadzenia. Latem 1941 roku odbył się kongres w Odense. W kwietniu 1943 roku na kongresie pod hasłem „Wolny naród” w Kopenhadze zebrały się 1284 osoby. Publikacje biblijne były przekazywane z neutralnej Szwecji i drukowane w Danii (ze zmniejszoną liczbą stron). Działalność kaznodziejską prowadzono przez cały okres wojny, zachowując daleko posuniętą ostrożność. Wskutek braku łączności z Ciałem Kierowniczym w Stanach Zjednoczonych, 5 czerwca 1944 roku otwarto w Danii Szkołę Biblijną na wyspie Langeland. Z 2-tygodniowych kursów skorzystało około 450 głosicieli. Jednak był on organizowany tylko tamtego lata. W następnym roku wprowadzono zajęcia teokratycznej szkoły służby kaznodziejskiej we wszystkich zborach.
5 maja 1945 roku Świadkowie Jehowy ewakuowani z KL Stutthof bezpiecznie dotarli na wyspę Møn. Zamieszkali oni w Langeland, w budynku, w którym wcześniej prowadzono kursy biblijne. Zostali tam otoczeni opieką do czasu, aż odzyskali siły. Z czasem każdy z nich wrócił do swojego kraju.
W tym okresie liczba głosicieli i zborów w Danii uległa niemal podwojeniu – z 1373 głosicieli i 75 zborów w 1940 roku do 2600 głosicieli w 127 zborach w 1945 roku.

### Rozwój działalności

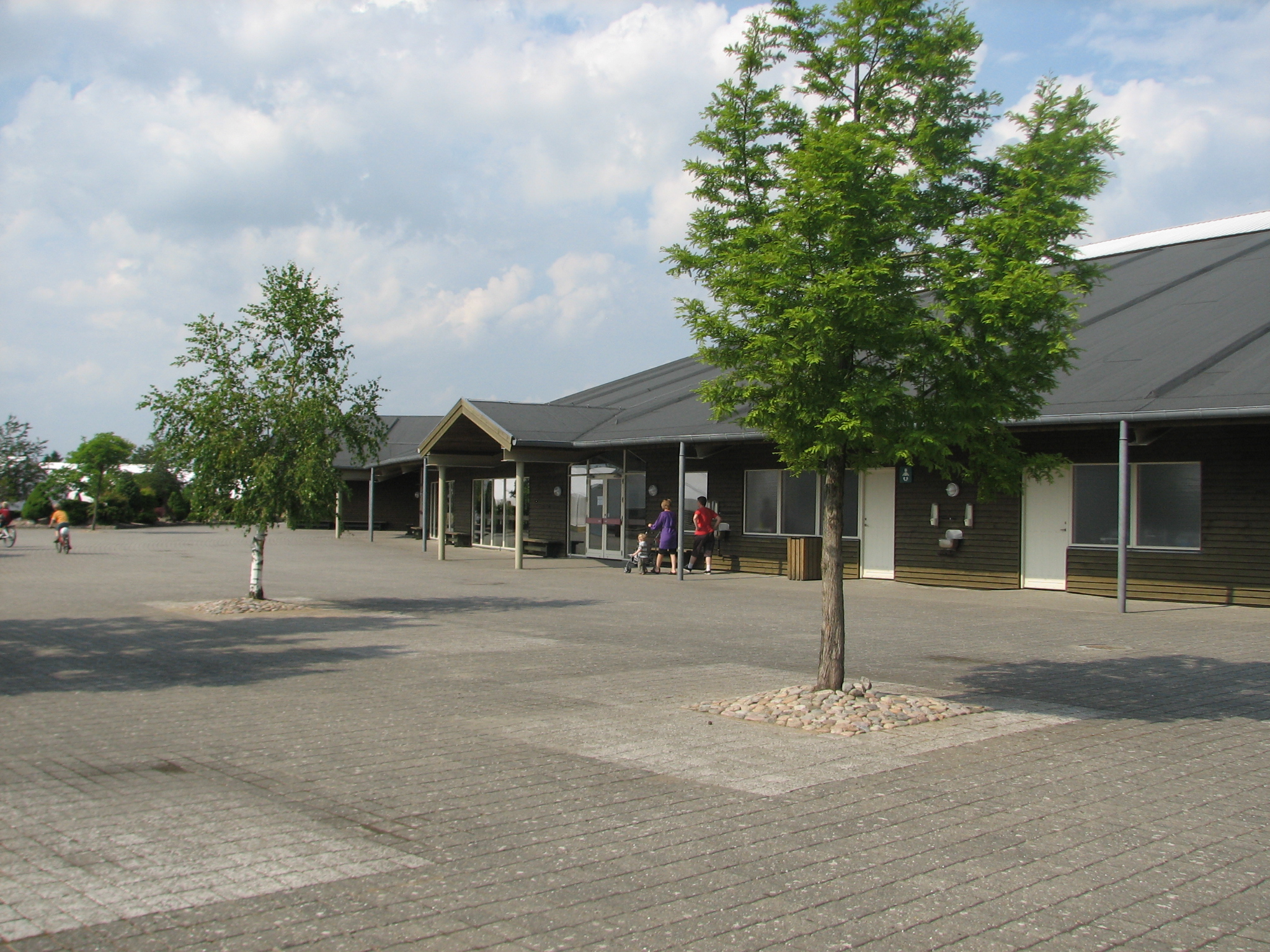
Centrum Kongresowe w Silkeborg

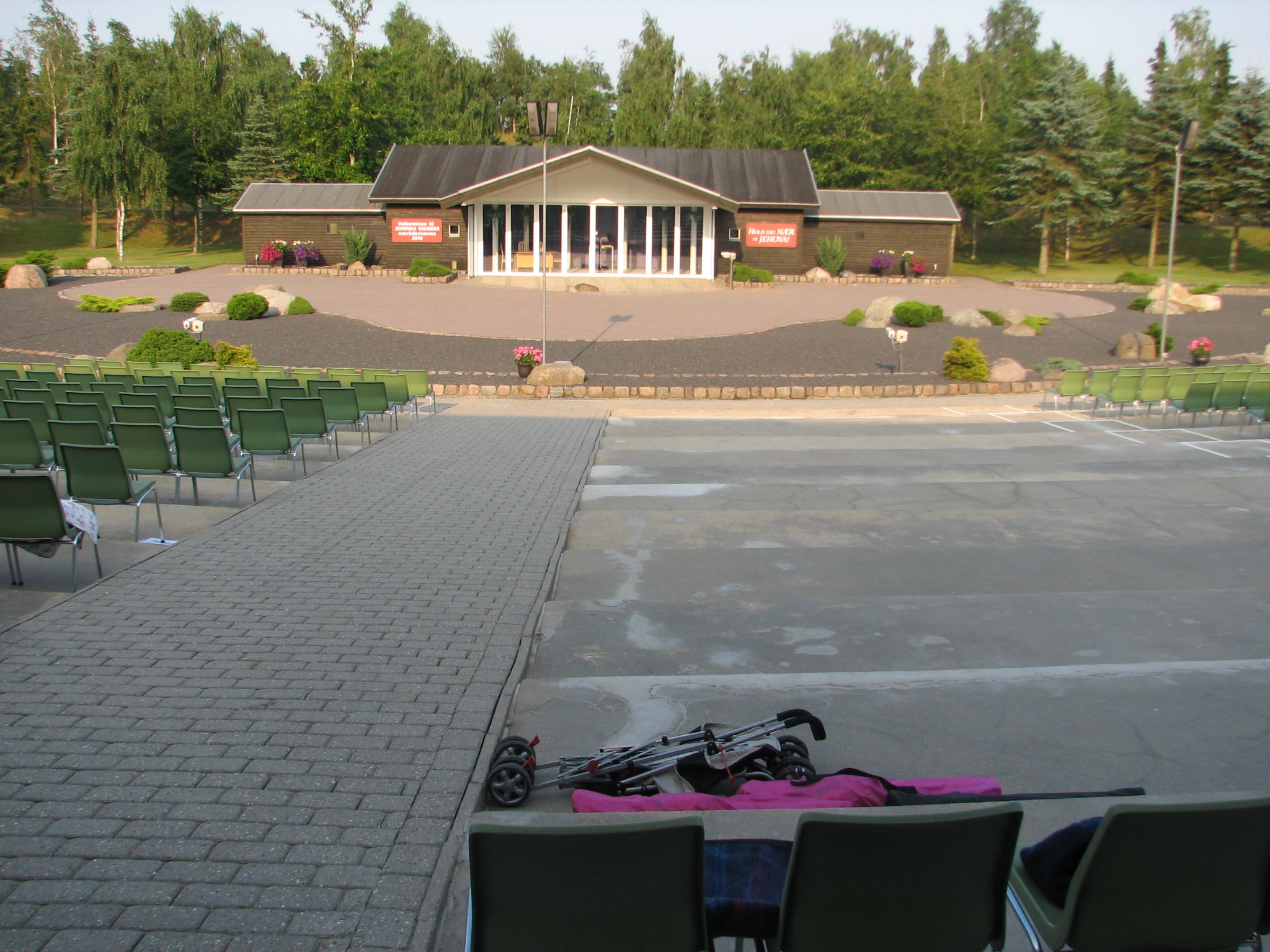
Centrum Kongresowe w Silkeborg

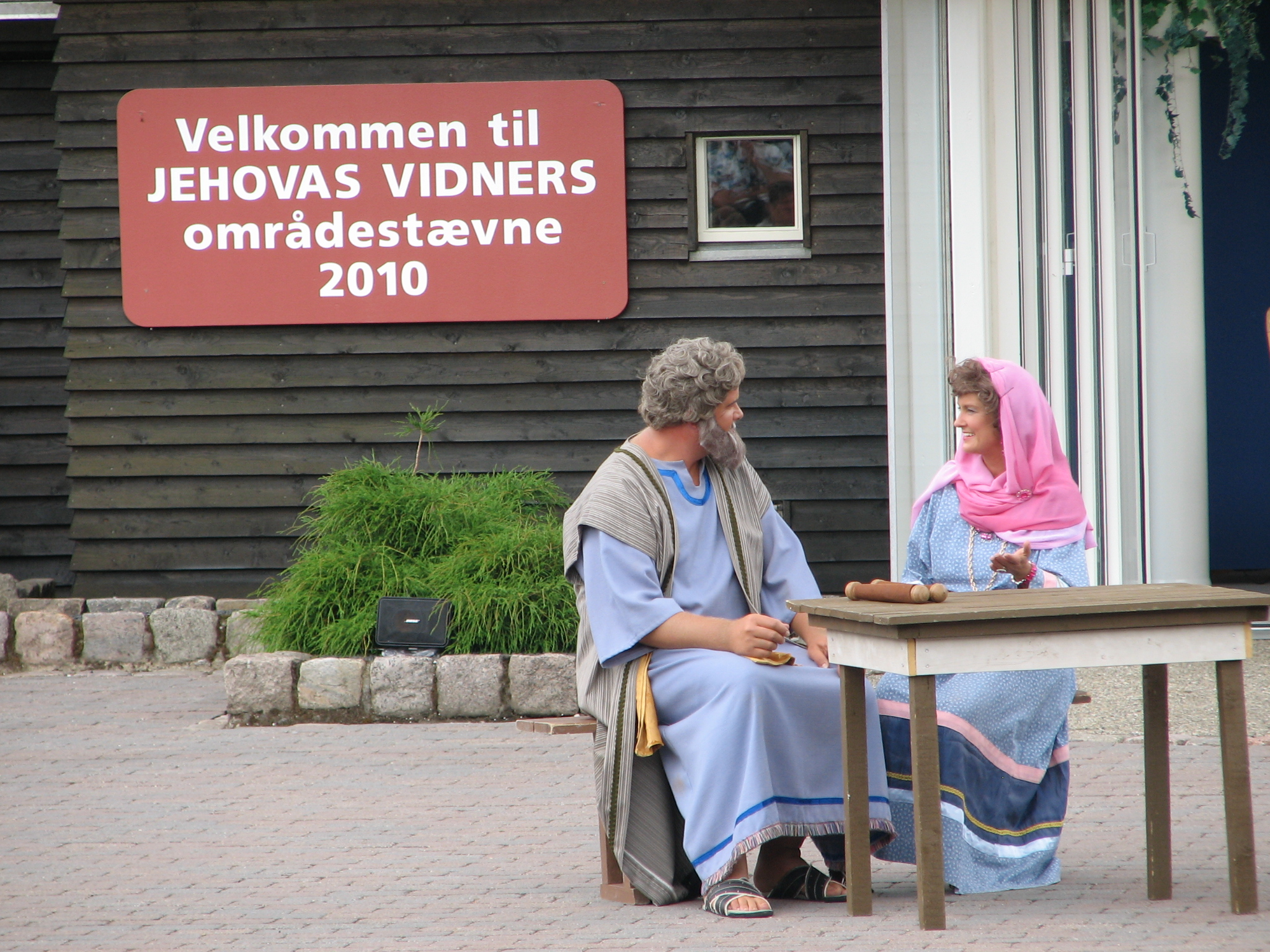
Dramat biblijny na duńskim kongresie pod hasłem „Trwaj przy Jehowie!” w 2010 roku

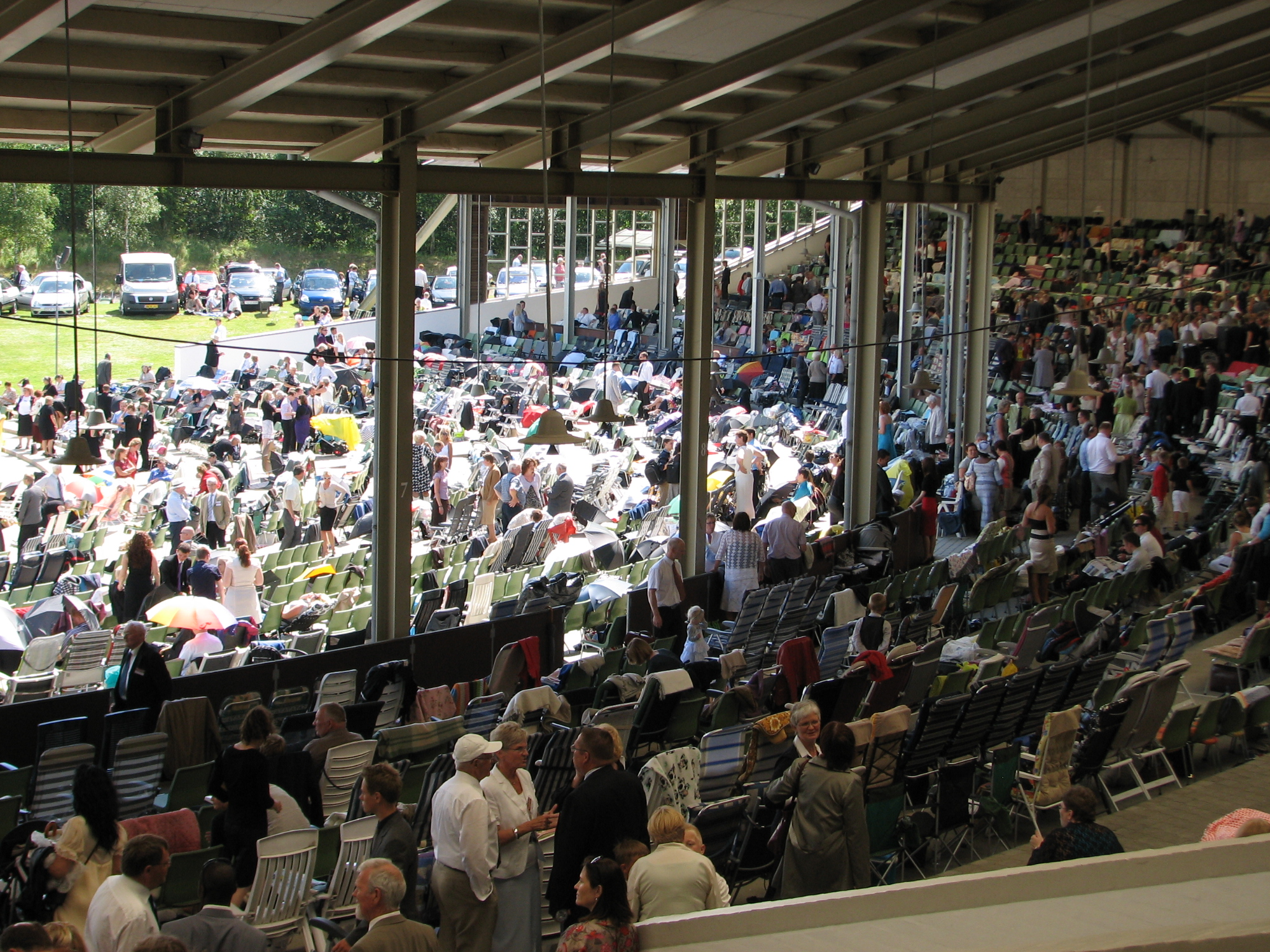
Audytorium w Centrum Kongresowym w Silkeborg

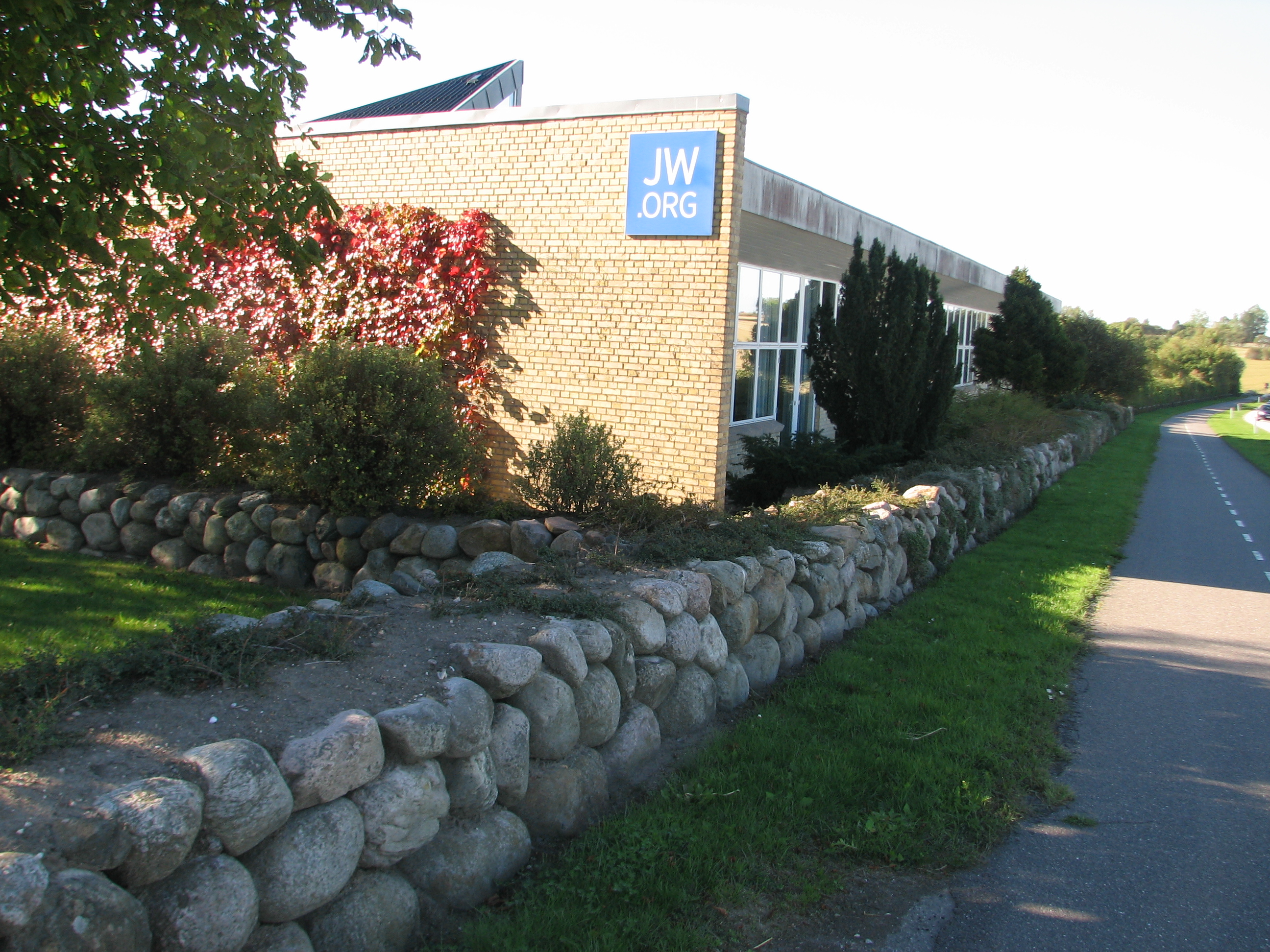
Sala Zgromadzeń w Herlufmagle

Gdy w grudniu 1945 roku przybył do Danii Nathan H. Knorr wraz z Miltonem G. Henschelem, w kraju było 2620 głosicieli w 127 zborach. W roku 1950 ich liczba wzrosła do prawie 5000 osób. Kilkusetosobowa delegacja uczestniczyła w nowojorskim kongresie międzynarodowym. W latach 50. XX wieku do Danii przybyło wielu misjonarzy Szkoły Gilead. W 1954 roku zanotowano liczbę prawie 5100 głosicieli w 183 zborach.
W związku potrzebą zmian w kierownictwie Biura Oddziału 9 sierpnia 1954 roku do Danii dotarł Richard E. Abrahamson, absolwent 20. klasy Szkoły Gilead, który przez 26 lat nadzorował działalność w Danii. Trójkę tłumaczy na język duński, którzy opuścili Betel, zastąpili pionierzy Anna i Jørgen Larsenowie (Jørgen Larsen został później koordynatorem Biura Oddziału). W 1955 roku do ponad 12 tysięcy osób przemawiał Nathan Knorr. Podczas jego wizyty podjęto decyzję o budowie nowej siedziby Biura Oddziału oraz drukarni, umożliwiającej drukowanie literatury w Danii. Zakupiono posiadłość na północnych przedmieściach Kopenhagi. Otwarcie nastąpiło latem 1957 roku. Drukarnię pomógł uruchomić Harry Johnson, absolwent 26. klasy Szkoły Gilead, który od pewnego czasu przebywał wraz ze swoją żoną Karen w Danii.
W roku 1961 na dużym międzynarodowym kongresie pod hasłem „Zjednoczeni wielbiciele” w Kopenhadze przebywali delegaci z przeszło 30 krajów. Liczba obecnych wyniosła 33 513, a program przedstawiany był w 5 językach. W roku 1969 zorganizowano największy kongres Świadków Jehowy w Skandynawii – „Pokój na ziemi”, na którym były obecne 42 073 osoby.
11 kwietnia 1970 roku Świadków Jehowy zarejestrowano prawnie jako wspólnotę religijną. W tym samym roku działalność kaznodziejską w Danii prowadziło ponad 12 500 głosicieli. W roku 1973 w Kopenhadze odbył się kongres pod hasłem „Boskie zwycięstwo”, na którym było obecnych przeszło 24 000 osób. W latach 70. XX wieku zaczęto organizować zebrania dla imigrantów, szczególnie wśród osób pochodzenia tureckiego. Udostępniano im orędzie biblijne w ich własnym języku nagrane na kasecie. W 1978 roku wybudowano pierwszą duńską Salę Zgromadzeń w Herlufmagle. W tym też roku na kongresie pod hasłem „Zwycięska wiara” w Kopenhadze program przedstawiano również w języku polskim dla kilkudziesięciu współwyznawców z Polski, którym udało się otrzymać paszporty na wyjazd do Danii. Liczba obecnych wyniosła ponad 16 000 osób.
W 1980 roku było ponad 13 200 głosicieli. W 1983 roku otwarto nowe Biuro Oddziału w Holbæk. W 1991 roku oddano do użytku kolejną Salę Zgromadzeń, w Silkeborg. W 1992 roku około 16 330 duńskich Świadków Jehowy zebrało 64 tony żywności, kilkanaście ton nowej odzieży i obuwia, i wysłało ją współwyznawcom na Ukrainie. 30 marca 1998 roku w stolicy zorganizowano wystawę Fioletowe trójkąty – zapomniane ofiary nazizmu, która przedstawiała prześladowania Świadków Jehowy w okresie nazizmu. Objazdowa wystawa była prezentowana również w innych miastach.
W 2000 roku odnotowano liczbę 14 438 głosicieli. W 2003 roku na kongresie międzynarodowym pod hasłem „Oddajcie chwałę Bogu” w stolicy kraju zebrało się ponad 26 tysięcy osób. W 2007 roku zanotowano liczbę 14 368 głosicieli. Stanowili wtedy trzecie co do wielkości wyznanie chrześcijańskie w Danii. W 2011 roku działało 14 450 głosicieli.
1 września 2012 roku trzy Biura Oddziałów zostały ze sobą połączone, tworząc Oddział Skandynawia, który nadzoruje działalność kaznodziejską na terenie Danii, Wysp Owczych, Grenlandii, Islandii, Norwegii oraz Szwecji.
W roku 2013 kongres specjalny pod hasłem „Słowo Boże jest prawdą!” odbył się w Kopenhadze. Delegacje z Danii brały udział w kongresach specjalnych, w lipcu 2012 roku („Strzeż swego serca!”) w Göteborgu, w lipcu 2015 roku („Naśladujmy Jezusa!”) w Sztokholmie w Szwecji, w sierpniu 2016 roku („Lojalnie trwajmy przy Jehowie!”) w holenderskim Utrechcie oraz w Nuuk na Grenlandii.
27 stycznia 2018 roku w Sali Zgromadzeń w Herlufmagle, Anthony Morris, wówczas członek Ciała Kierowniczego, ogłosił wydanie „Pisma Świętego w Przekładzie Nowego Świata” w języku duńskim, w wersji zrewidowanej z 2013 roku („Chrześcijańskie Pisma Greckie” w tym języku opublikowano w 1974 roku, a całą Biblię w Przekładzie Nowego Świata w 1985). Program, z którego skorzystało łącznie 50 274 osoby, był transmitowany do około 500 miejsc. W latach 1985–2018 wydrukowano około 214 000 egzemplarzy „Pisma Świętego w Przekładzie Nowego Świata” w języku duńskim, którym posługuje się ponad 15 tysięcy głosicieli na świecie.
Od 19 do 21 lipca 2019 roku w Kopenhadze odbył się kongres międzynarodowy pod hasłem „Miłość nigdy nie zawodzi!” z udziałem zagranicznych delegacji z ponad 30 krajów (w tym z Polski). Ogłoszono na nim  wydanie Chrześcijańskich Pism Greckich w Przekładzie Nowego Świata w języku islandzkim. W kongresie uczestniczyło 341 delegatów z Islandii. Delegacje z Danii brały udział w kongresach międzynarodowych pod hasłem „Miłość nigdy nie zawodzi!” w Argentynie, Brazylii, Korei Południowej, Niemczech i Stanach Zjednoczonych, a w 2024 roku w kongresach specjalnych pod hasłem „Głośmy dobrą nowinę!” w Finlandii, na Gwadelupie i w Stanach Zjednoczonych.
Kongresy odbywają się w języku duńskim, angielskim i duńskim migowym, a zgromadzenia obwodowe odbywają się w języku duńskim, duńskim migowym, angielskim, chińskim (mandaryńskim), perskim, szwedzkim, szwedzkim migowym i tagalskim. Publiczna działalność kaznodziejska do marca 2020 roku prowadzona była również na ulicach, w portach i na parkingach.
W Danii funkcjonują 103 Sale Królestwa.
Skandynawskie Biuro Oddziału, liczące w 2018 roku 92 wolontariuszy (47 duńskojęzycznych, 17 norweskojęzycznych i 28 szwedzkojęzycznych), nadzoruje tłumaczenie literatury biblijnej na sześć języków oraz trzy języki migowe. Nadzoruje też produkcję nagrań audio i wideo w 9 językach. W Biurze Oddziału działa również Regionalny Zespół Wideo Skandynawia. W lipcu 2019 roku w Biurze Oddziału otwarta została nowa wystawa biblijna zatytułowana: „Biblia i imię Boże w Skandynawii”, na której prezentowanych jest 50 unikatowych – duńskich, farerskich, islandzkich, lapońskich, norweskich i szwedzkich – przekładów Biblii.

## Zbory polskojęzyczne w Danii
Pierwsza grupa polskojęzyczna w stolicy Danii powstała w pierwszej dekadzie XXI wieku. Wkrótce została przekształcona w zbór (do 2023 roku grupa polskojęzyczna działała również w Skanderborgu), przydzielony do obwodu polskojęzycznego: EU Polish 5B.

## Świadkowie Jehowy na duńskich terytoriach zależnych

### Świadkowie Jehowy na Grenlandii
Świadkowie Jehowy na Grenlandii – społeczność wyznaniowa na Grenlandii, należąca do ogólnoświatowej wspólnoty Świadków Jehowy, licząca w 2023 roku 119 głosicieli należących do 5 zborów. W 2023 roku na dorocznej uroczystości Wieczerzy Pańskiej zgromadziło się 278 osób.
Regularną działalność na wyspie rozpoczęto w 1955 roku, a 6 lat później powstały pierwsze zbory. W 1970 roku powstała pierwsza Sala Królestwa, a w późniejszych latach następne zbory i nowe Sale Królestwa.

### Świadkowie Jehowy na Wyspach Owczych
Świadkowie Jehowy na Wyspach Owczych – społeczność wyznaniowa na Wyspach Owczych, należąca do ogólnoświatowej wspólnoty Świadków Jehowy, licząca w 2023 roku 137 głosicieli należących do 4 zborów. W 2023 roku na dorocznej uroczystości Wieczerzy Pańskiej zgromadziło się 187 osób.
W roku 1935 zapoczątkowano działalność, kolportując publikacje Świadków Jehowy. W roku 1954 była ona już regularna. Trzy lata później powstał pierwszy zbór. W 1967 roku otwarto pierwszą Salę Królestwa, potem powstały kolejne. Liczbę 100 głosicieli osiągnięto w 1988 roku.